# Craig (Nebraska)
Craig je selo u američkoj saveznoj državi Nebraska. Prema popisu stanovništva iz 2010. u njemu je živjelo 199 stanovnika.